# Вудс, Ян
Ян Вудс (англ. Ian Woods) — шотландский биатлонист, участник двух зимних Олимпийских игр (1992 и 1994).

## Карьера
В Кубке мира дебютировал в сезоне 1986/1987 на этапе в норвежском Вингруме в составе эстафетной команды, где занял 12-е место. Первыми личными стартами стали индивидуальная гонка и спринт на последнем этапе сезона 1987/1988 в финском Ювяскюля, где он занял 49-е и 53-е соответственно. Лучшим результатом за всю карьеру стали два 37-х места, занятых в спринте в сезоне 1990/1991 на этапе в канадском Кэнморе и в индивидуальной гонке в сезоне 1993/1994 на этапе в словенской Поклюке.
Первым крупным международным стартом для Яна Вудса стал чемпионат мира 1989 года в австрийском Файстриц-ан-дер-Драу. В спринте с тремя промахами он стал 74-м, а в индивидуальной гонке не финишировал. После этого принял участие ещё в трёх чемпионатах мира. Наивысшим личным достижением стало 51-е место в индивидуальной гонке на чемпионате мира 1991 года в финском Лахти.
В 1992 и 1994 годах принимал участие в зимних Олимпийских играх. Наилучшего для себя результата добился в Лиллехаммере, финишировав в спринте 49-м.

### Участие в Чемпионатах мира
| Год  | Место проведения | Инд | Спр | Ком | Эст |
| 1989 | ЧМ Файстриц      | DNF | 76  | —   | 13  |
| 1990 | ЧМ Минск         | 69  | 61  | —   | —   |
| 1991 | ЧМ Лахти         | 51  | 60  | —   | 14  |
| 1992 | ЧМ Новосибирск   | —   | —   | 9   | —   |
| 1993 | ЧМ Боровец       | 62  | 81  | 20  | 21  |
| 1994 | ЧМ Кэнмор        | —   | —   | 10  | —   |

### Участие в Олимпийских играх
| Год  | Место проведения | Инд | Спр | Эст |
| 1992 | Альбервиль       | —   | 72  | 18  |
| 1994 | Лиллехаммер      | 54  | 49  | 17  |